# Mammillaria flavescens
Mammillaria flavescens là một loài thực vật có hoa trong họ Cactaceae. Loài này được (DC.) Pfeiff. mô tả khoa học đầu tiên năm 1837.